# Grand Argentier
Pour les articles homonymes, voir Argentier.
Le Grand Argentier est une montagne de France, en Savoie, dans le massif du Mont-Cenis. Culminant à 3 042 mètres, elle est entourée par la pointe du Fréjus (2 934 m) au nord-est, le col du Fréjus (2 539 m) à l'est, la Punta Nera (3 046 m) au sud-est ainsi que le col de la Roue (2 541 m) et la cime de la Planette (3 104 m) au sud-est et par lesquels passe la frontière entre la France et l'Italie. Au nord-ouest se trouve le Petit Argentier (2 625 m) par-delà le col du Petit Argentier (2 599 m).

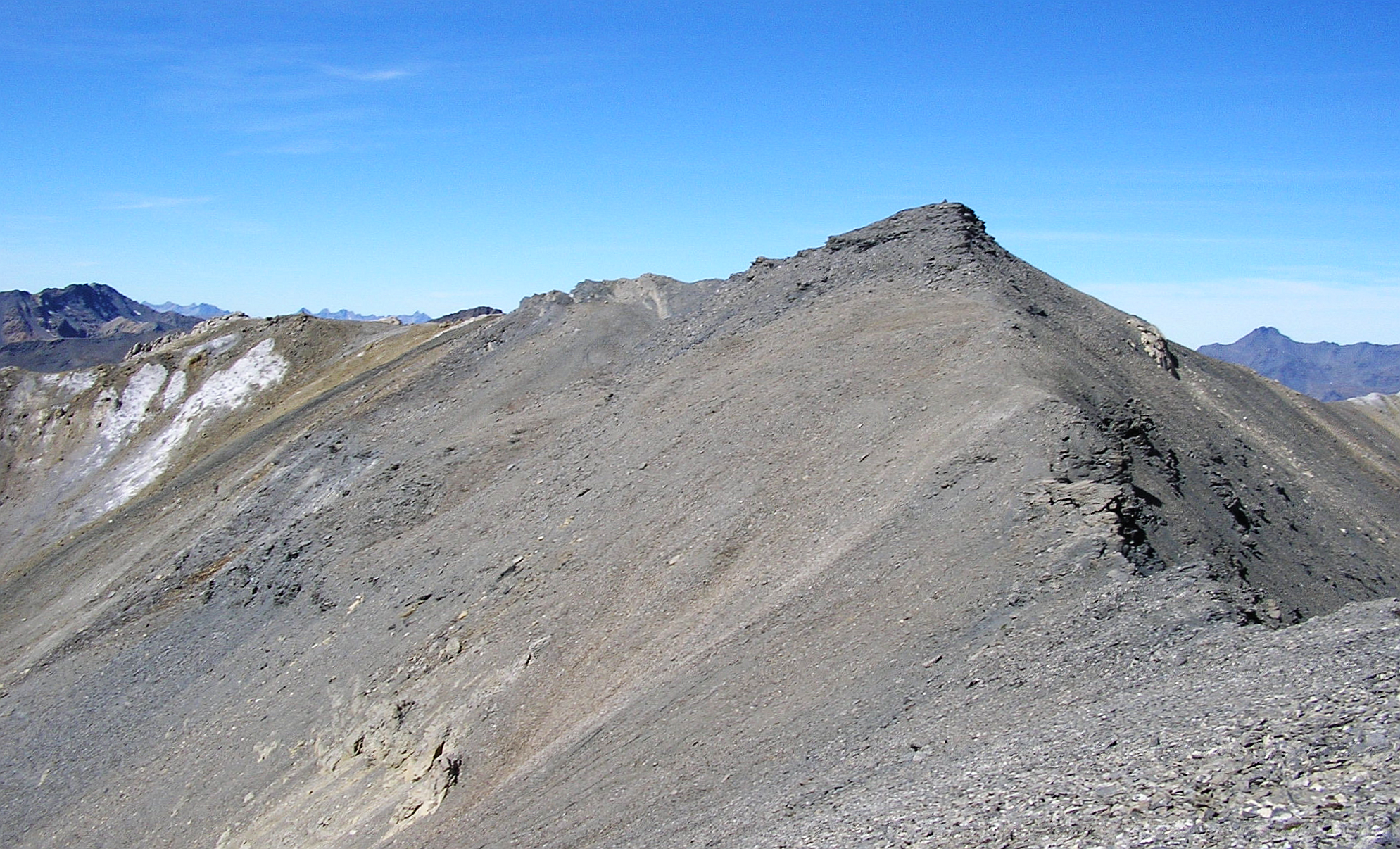
Le Grand Argentier vu depuis la Punta Nera au sud-est.